# Coucou à collier
Clamator coromandus
Espèce
Statut de conservation UICN

 LC  : Préoccupation mineure
Le Coucou à collier  (Clamator coromandus), également appelé coucou à ailes marron, coucou huppé de Coromandel, Jacobin huppé de Coromande, coucou de Coromandel ou coucou-geai de Coromandel, est une espèce d'oiseaux de la famille des Cuculidae.
C'est une espèce monotypique (non subdivisée en sous-espèces).

## Description
Le coucou à collier mesure jusqu'à 45 cm de long.
Mâle et femelle ont le même plumage.

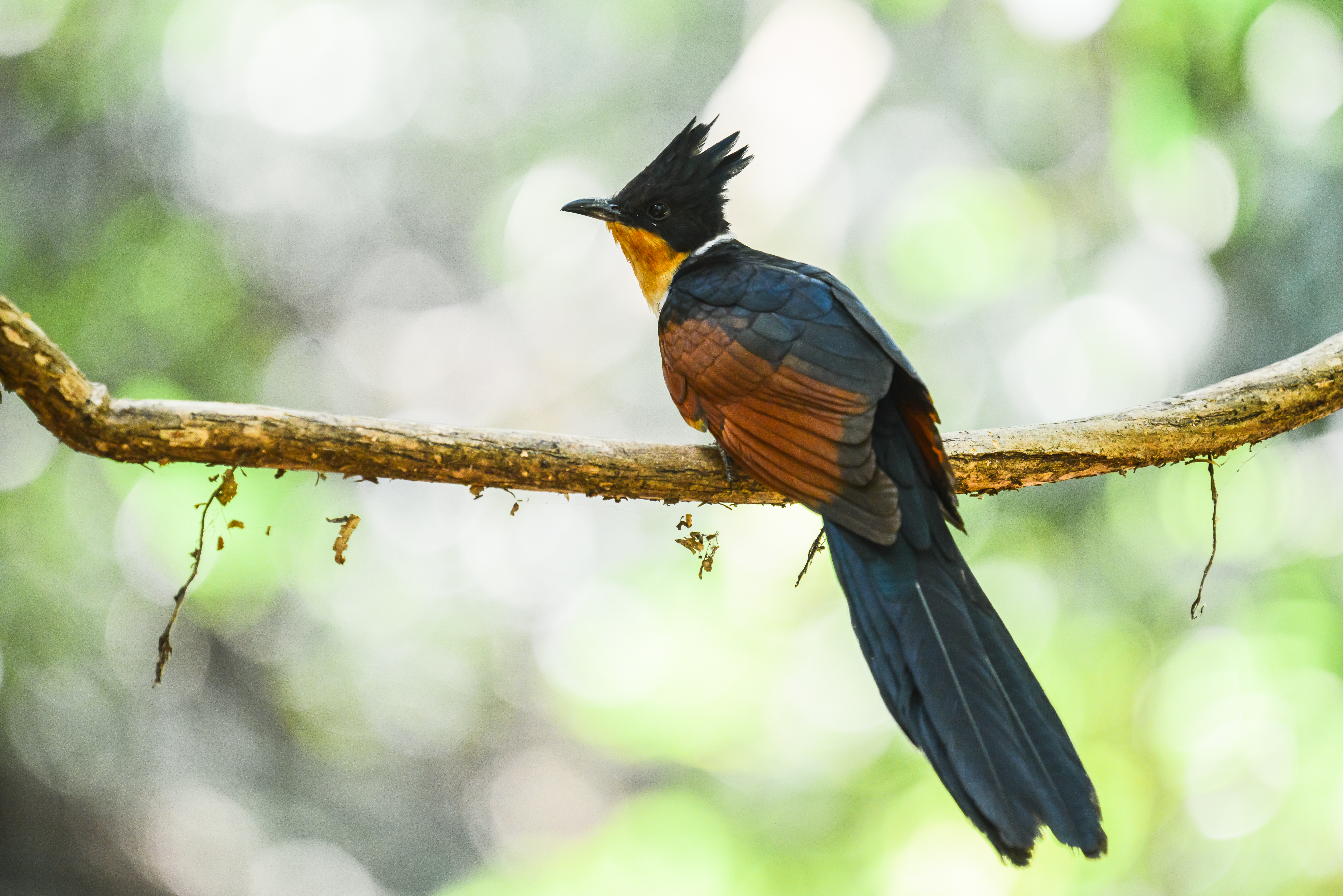
Coucou à collier, parc national de Kaeng Krachan, Thaïlande

Il vit en petits groupes de 3 ou 4 oiseaux ou en solitaire et n'est pas farouche.

## Comportement

### Alimentation
Le coucou à collier est un insectivore.
Il cherche dans les grands arbustes essentiellement des chenilles mais également des papillons, des coléoptères et bien d'autres insectes.

### Reproduction
La saison des amours a lieu en été.
Ce coucou est un parasite dont la femelle pond ses œufs dans le nid d'autres espèces plus petites, en particulier des Timaliidés du genre Garrulax ou Turdoides dont le œufs sont du même bleu clair que les siens. C'est pourquoi ces oiseaux ne s'aperçoivent généralement pas de la substitution. Le jeune étranger est ensuite nourri et éduqué par les parents nourriciers.

## Répartition et habitat

### Répartition
Son aire de nidification s'étend du nord de l'Inde à l'est de la Chine et l'Asie du Sud-Est continentale.

### Habitat
Le coucou à collier vit dans les forêts tropicales de feuillus jusqu'à 1600 m d'altitude mais on le trouve aussi dans les parcs et jardins des villes.